# كارل بولسون
كارل بولسون (بالإنجليزية: Carl Paulson)‏ هو لاعب غولف أمريكي، ولد في 29 ديسمبر 1970 في كوانتيكو في الولايات المتحدة.

## وصلات خارجية
- كارل بولسون على موقع رابطة لاعبي الغولف المحترفين (الإنجليزية)
- كارل بولسون على موقع رابطة اليابان للاعبي الغولف المحترفين (الإنجليزية)
- كارل بولسون على موقع التصنيف العالمي الرسمي للغولف (الإنجليزية)